# タイフーン (装輪装甲車)

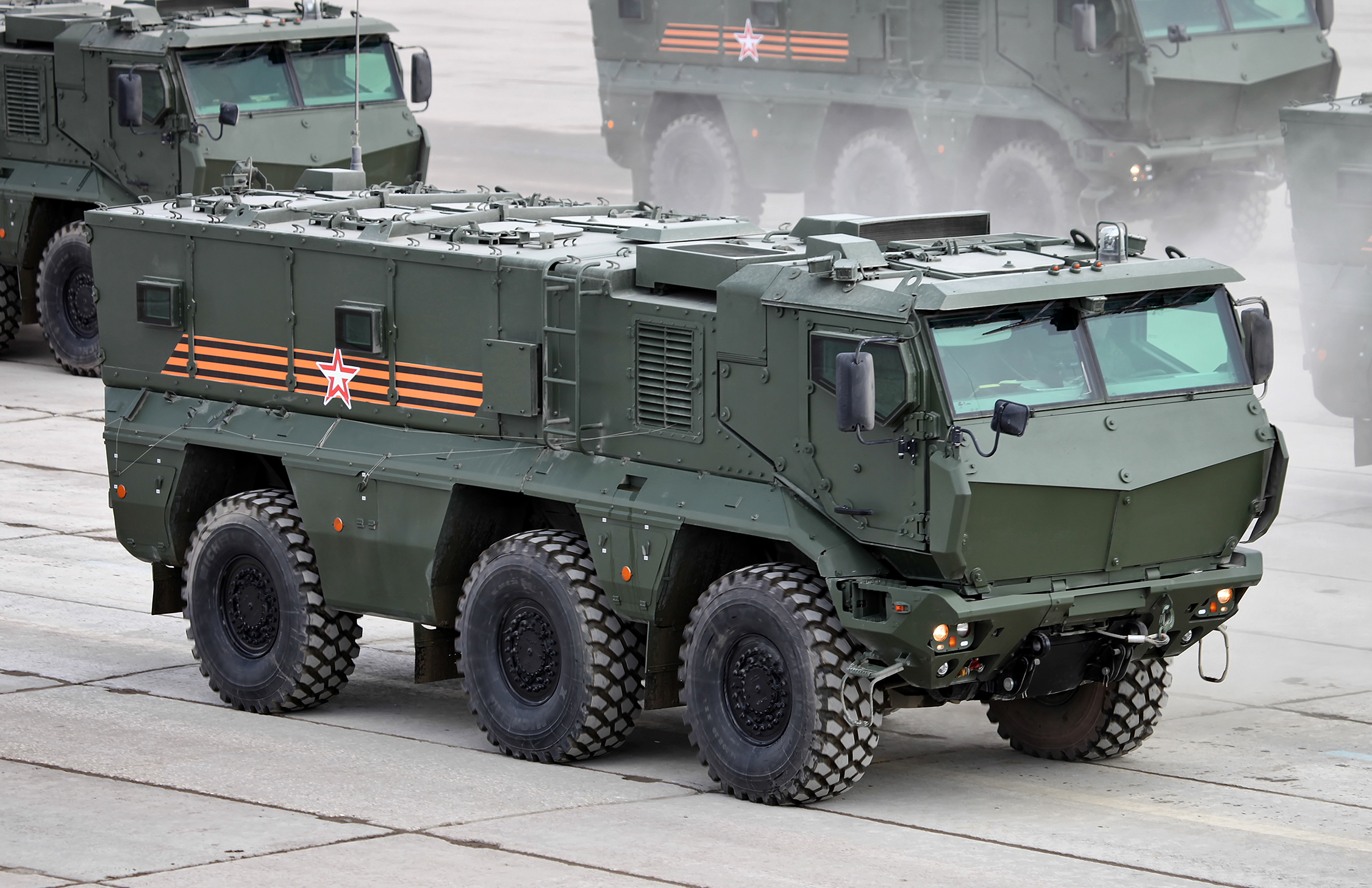
KamAZ-63968 タイフーン-K

タイフーン (英語: Typhoon、ロシア語: Тайфун) は、ロシア連邦軍に2014年から配備の始まった装輪式の装甲兵員輸送車シリーズの呼称である。
KamAZ、GAZグループのUralAZなど複数の企業およびバウマン・モスクワ工科大学が、タイフーンの開発プログラムおよびその後の量産計画に関わっている。

## 概要
タイフーン開発プログラムは2010年頃に始まった。これはロシア国防省が打ち出した2020年度を目処とする新型軍用車両開発・調達計画に基づくもので、プログラムの主目的は、複雑化していたロシア連邦軍の装甲戦闘車両プラットフォームの共通化・整理であり、タイフーンはこれらの中で小型・軽量の車種に分類される。翌2011年には最初の試作車が完成した。
タイフーン装甲車シリーズは基本的には装甲兵員輸送車としての使用を考えられて設計されているが、この他にも様々な派生車種、たとえば自走式対空砲、UAVの輸送車、クレーン車や牽引車などを共通の車体で開発することが意図されている。
タイフーンシリーズにはKamAZ製、ウラル製などいくつかの車種があるが、いずれも共通のエンジン (JMZ-536)、制御システムおよび情報システムを持ち、同レベルの防御能力を持つ。車体はV字型で車高が高く、乗員用座席にも衝撃吸収機能を持たせるなど地雷やIEDの爆風から乗員を守る設計になっており、NATOのSTANAG 4569規格のレベル3b相当の対地雷防御能力を持っている。これは8kgまでのTNT爆薬の爆発に耐えられる車体強度で、かつ車体下部が防護されている事を示している。
車体は鋼鉄とセラミックの複合素材による装甲が施され、防弾能力はSTANAG 4569規格のレベル4相当、つまり200m離れた14.5mm重機関銃から発射される14.5x114mm B-32徹甲弾に耐えられる強度である事を示している。
また固定武装としては、すべての車両に遠隔操作式銃塔（RWS）の搭載が可能である。また車体上部にはハッチを持ち、車体が横転した際の脱出に使用可能である。車体の視察装置にはビデオカメラが組み込まれており、乗員は車外に身を晒すことなく周囲の状況を確認することが可能となっている。内部乗員区画は化学・生物・放射性物質・核に対する防護（CBRN防護）が施されている。

## 実戦投入
2022年に始まったウクライナ戦争に多くの車両が投入され自爆ドローンによる破壊、地雷による損傷放棄、鹵獲が確認された。
一方で両軍兵士がTelegram等に投稿している視覚情報では自爆ドローン等の攻撃を受けても乗員は生存して脱出する、そのまま走行を続け攻撃から逃れるなど旧ソ連製の他の装甲兵員輸送車/歩兵戦闘車と比して抗堪・生存性が改善されていることが確認できる。

## 形式・バリエーション

### KamAZ タイフーン
KamAZ-63968 タイフーン-K
KamAZ製の3軸、6×6輪駆動でキャブオーバー型トラックのような形状の装輪装甲車。4×4輪駆動型や8×8輪駆動型も計画されている。
KamAZ-63969
3軸、6×6輪駆動で、KamAZ-63968に比べるとBTR-90のようにやや傾斜した装甲を持つ装輪装甲車。
KamAZ-53949 タイフーン-L
装甲ハンヴィーのようなSUV型の2軸4×4輪駆動型。

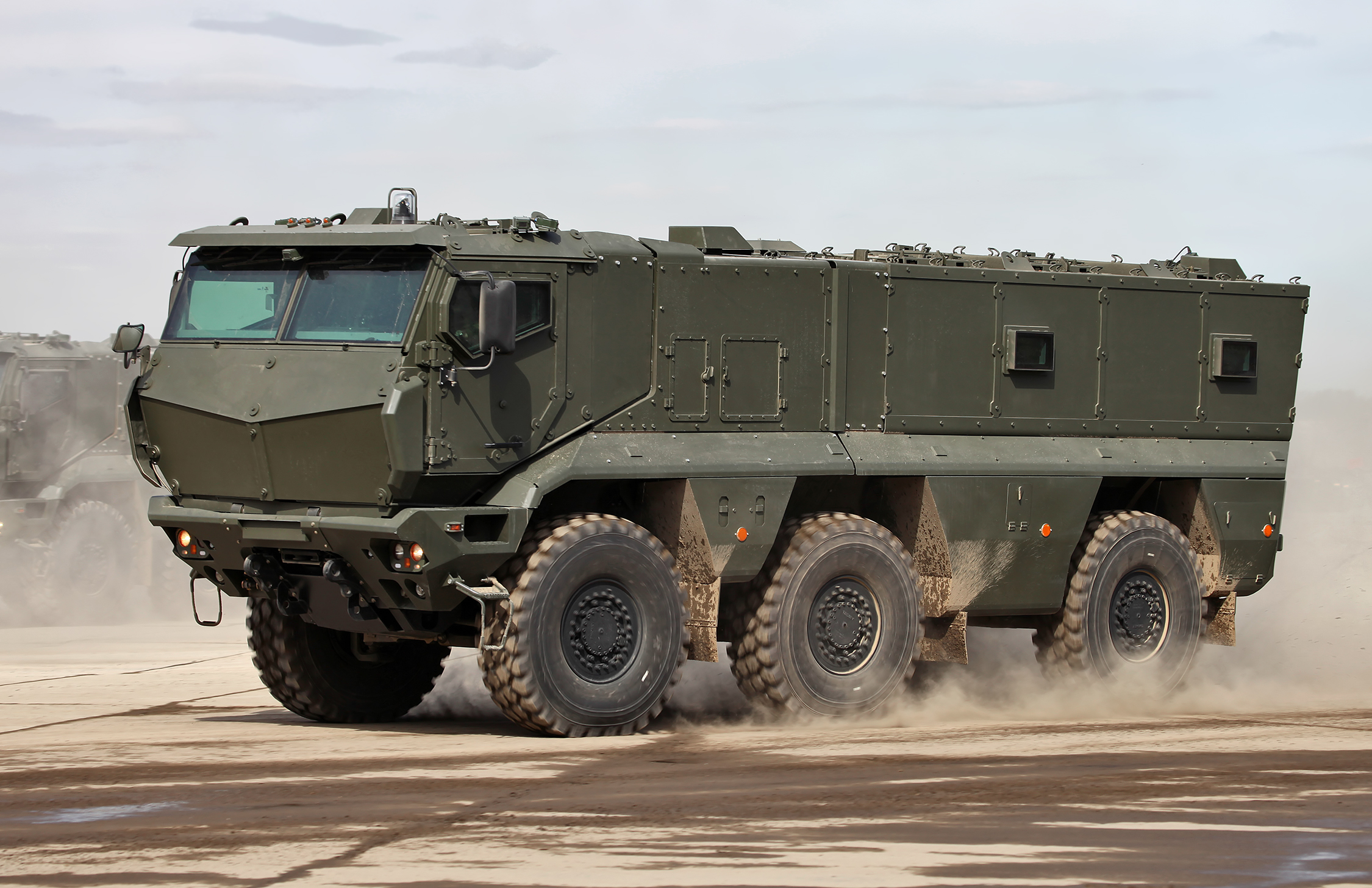
KamAZ-63968、2014年の軍事パレード。
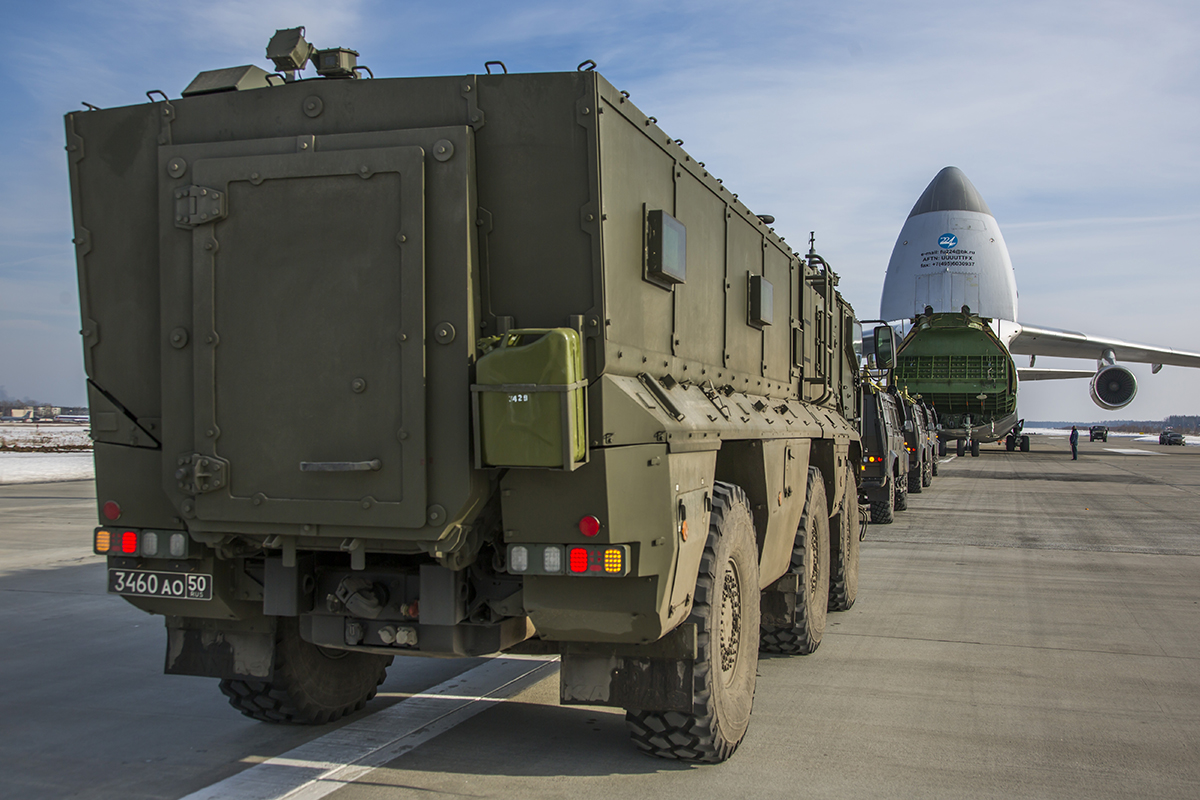
KamAZ-63968の車体後部。
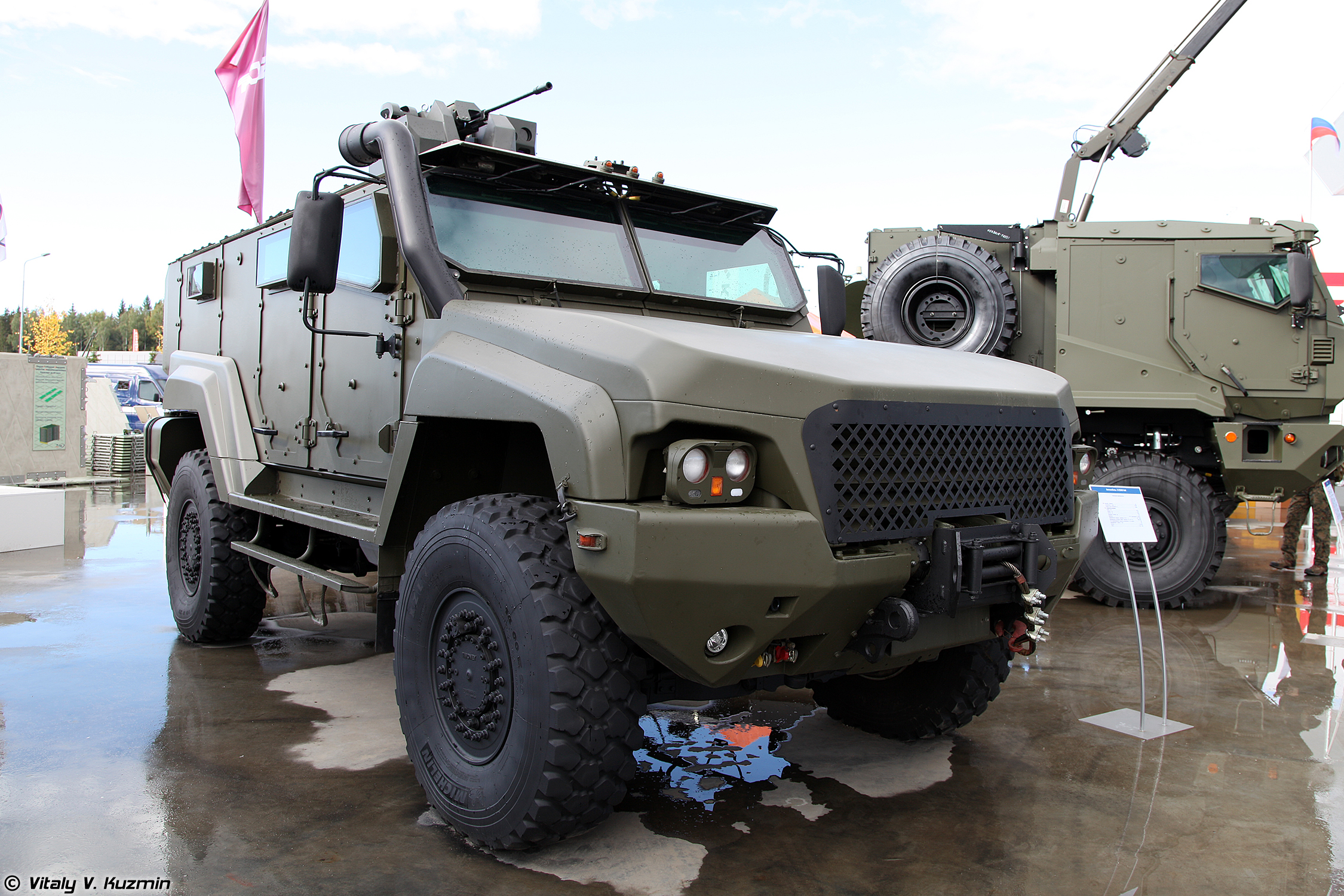
KamAZ-53949 タイフーン-L
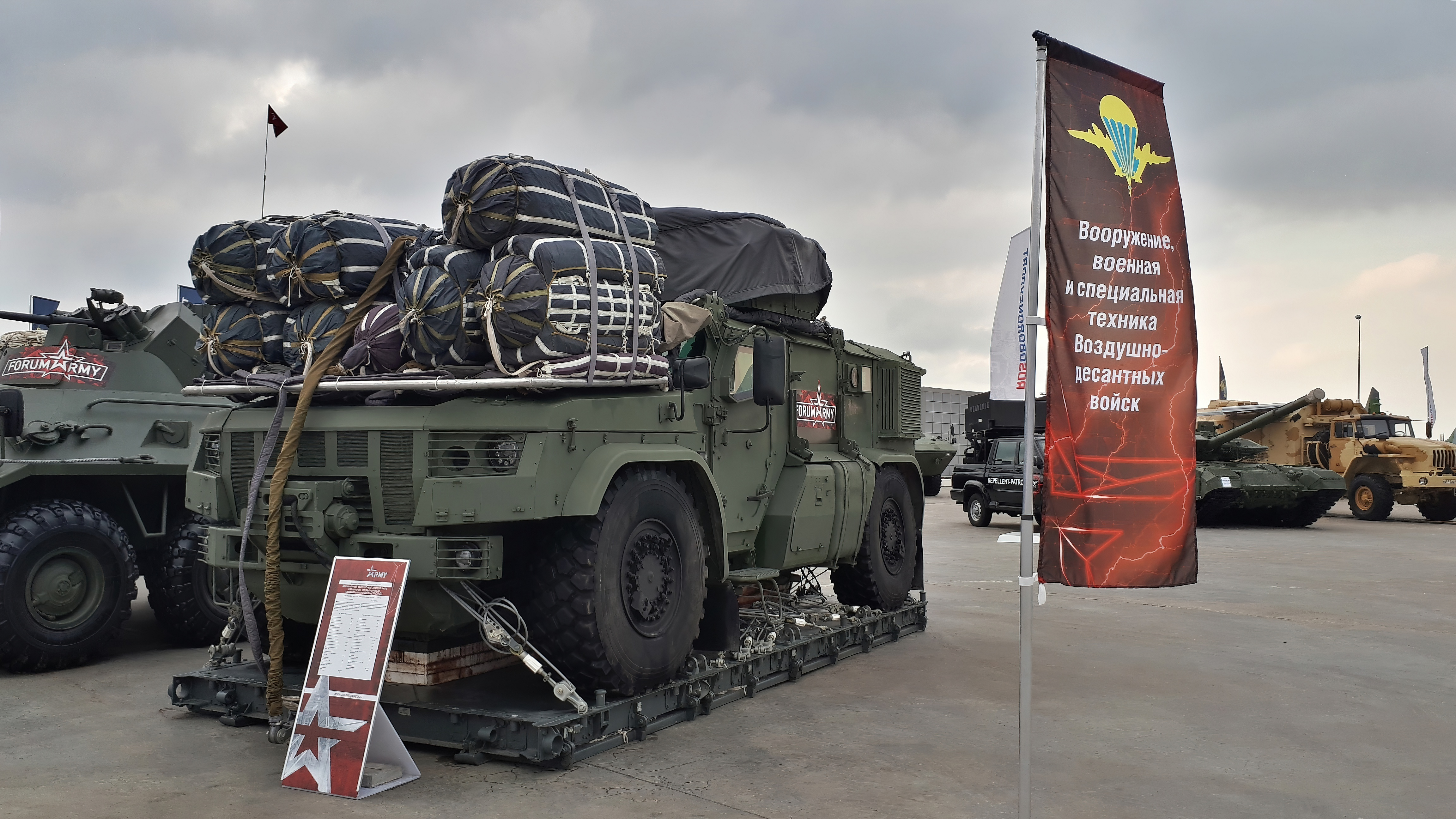
デサトナブル Typhoon-VDV 展覧会「Army-2021」
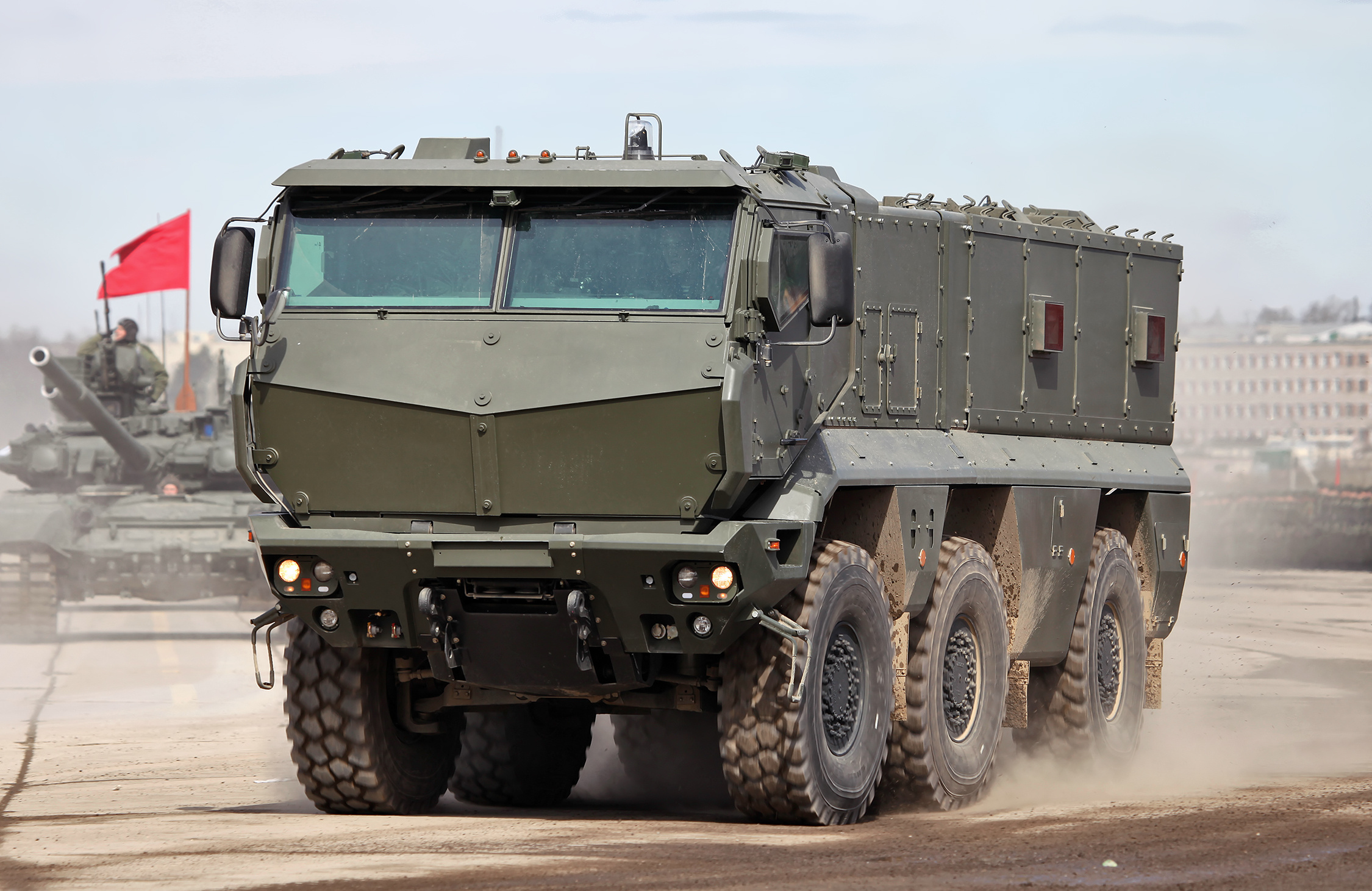

### ウラル タイフーン
Ural-63095
ウラル製の3軸、6×6輪駆動でボンネットトラックの荷台部分を装甲兵員区画としたようなデザインの装甲車。
Ural-63099
ウラル製で、同じくボンネットトラックのような形状の装甲車。
Ural-53099
ウラル製で、Ural-63099を短縮した4×4輪駆動の装甲車。

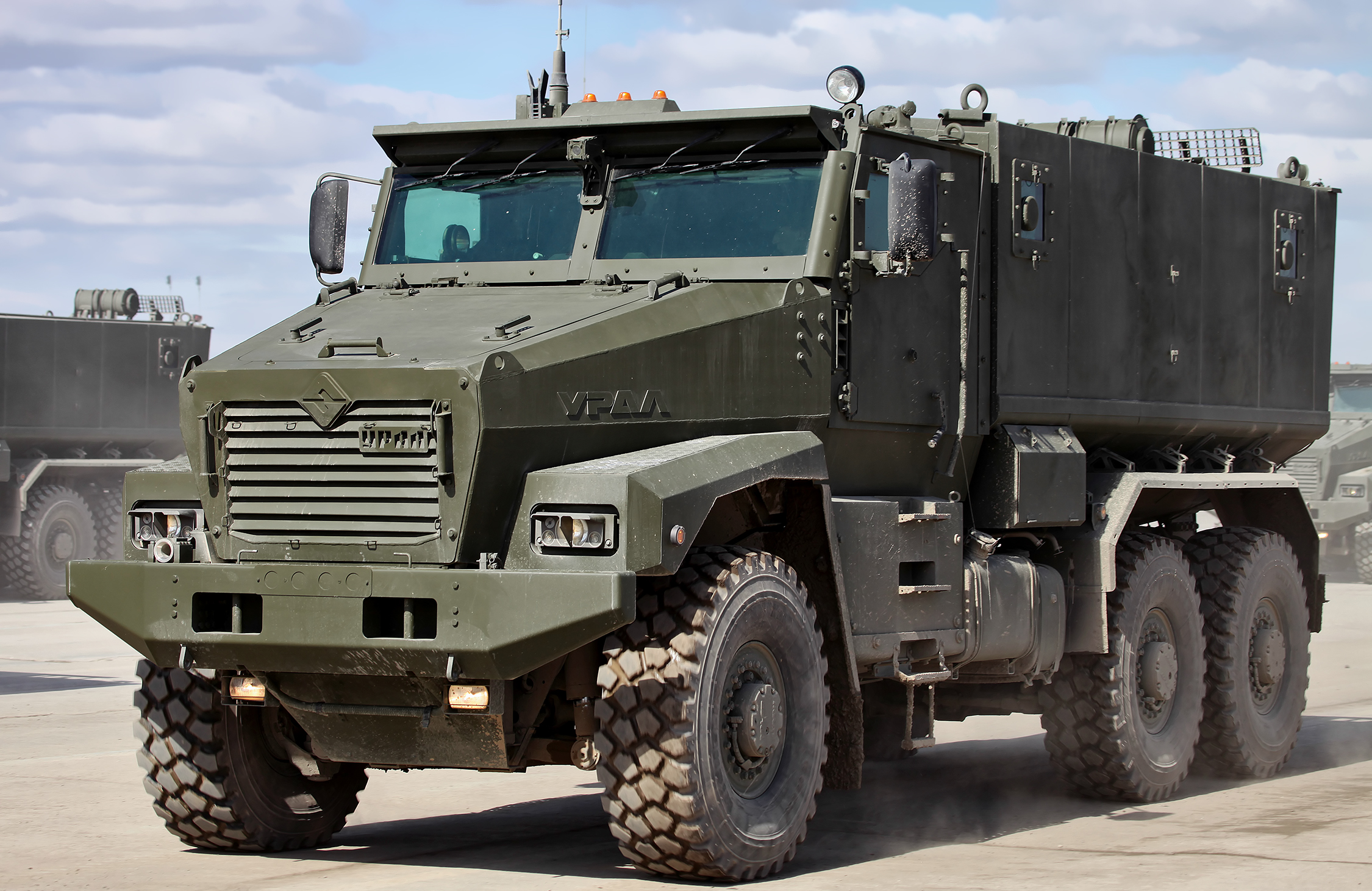
Ural-63095、2014年の軍事パレード。
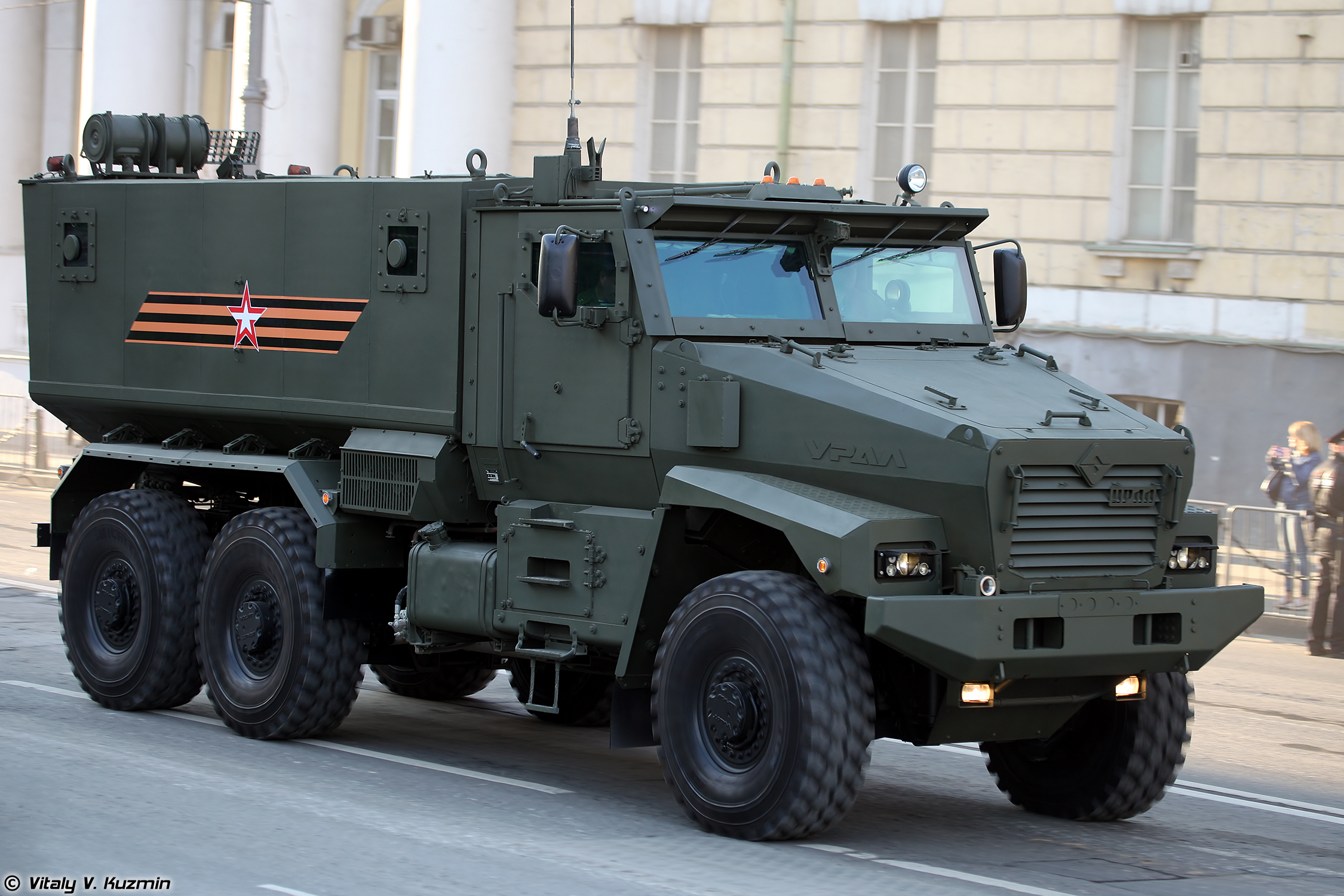
Ural-63095、2016年の軍事パレード。
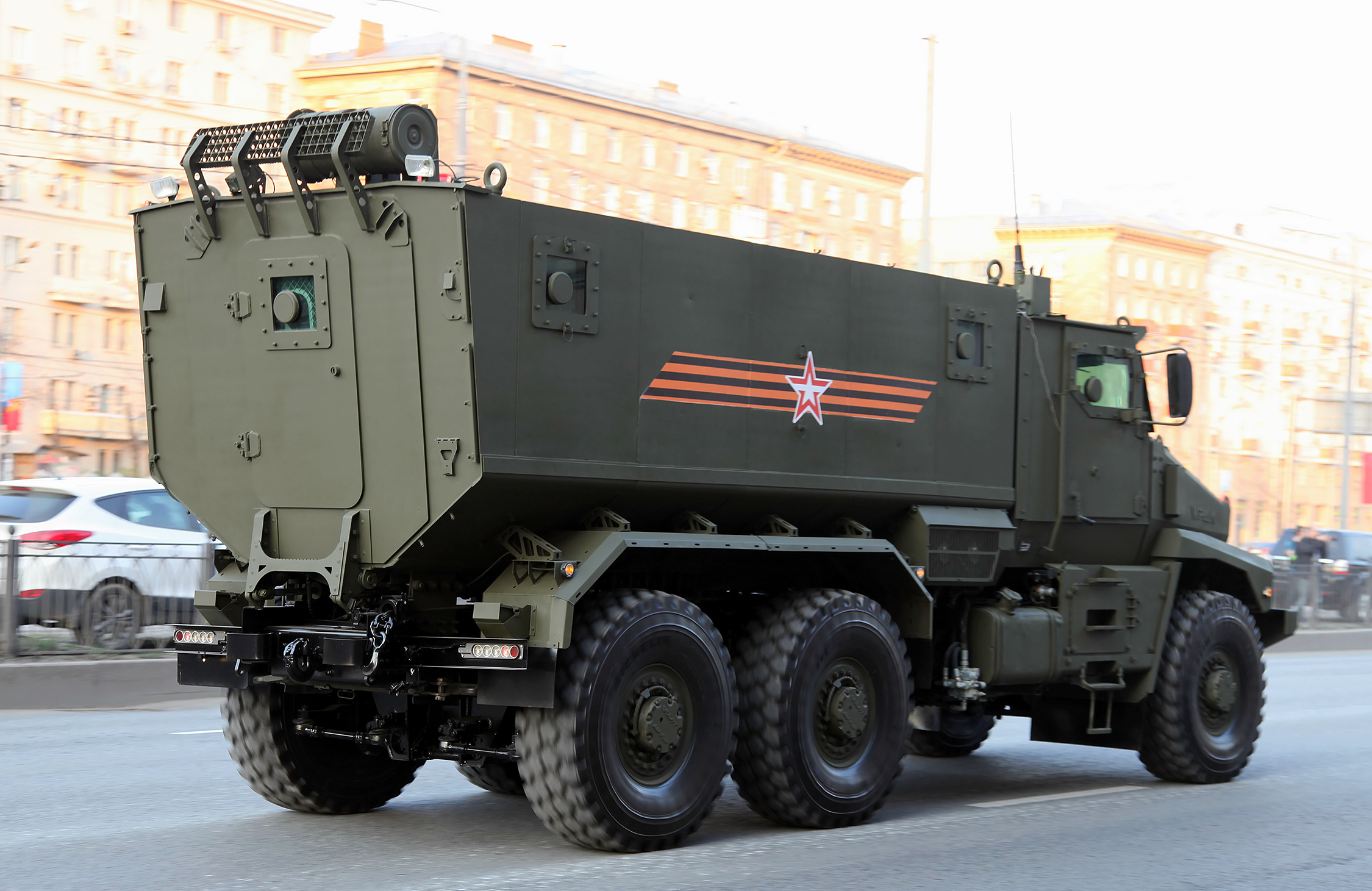
Ural-63095の車体後部。
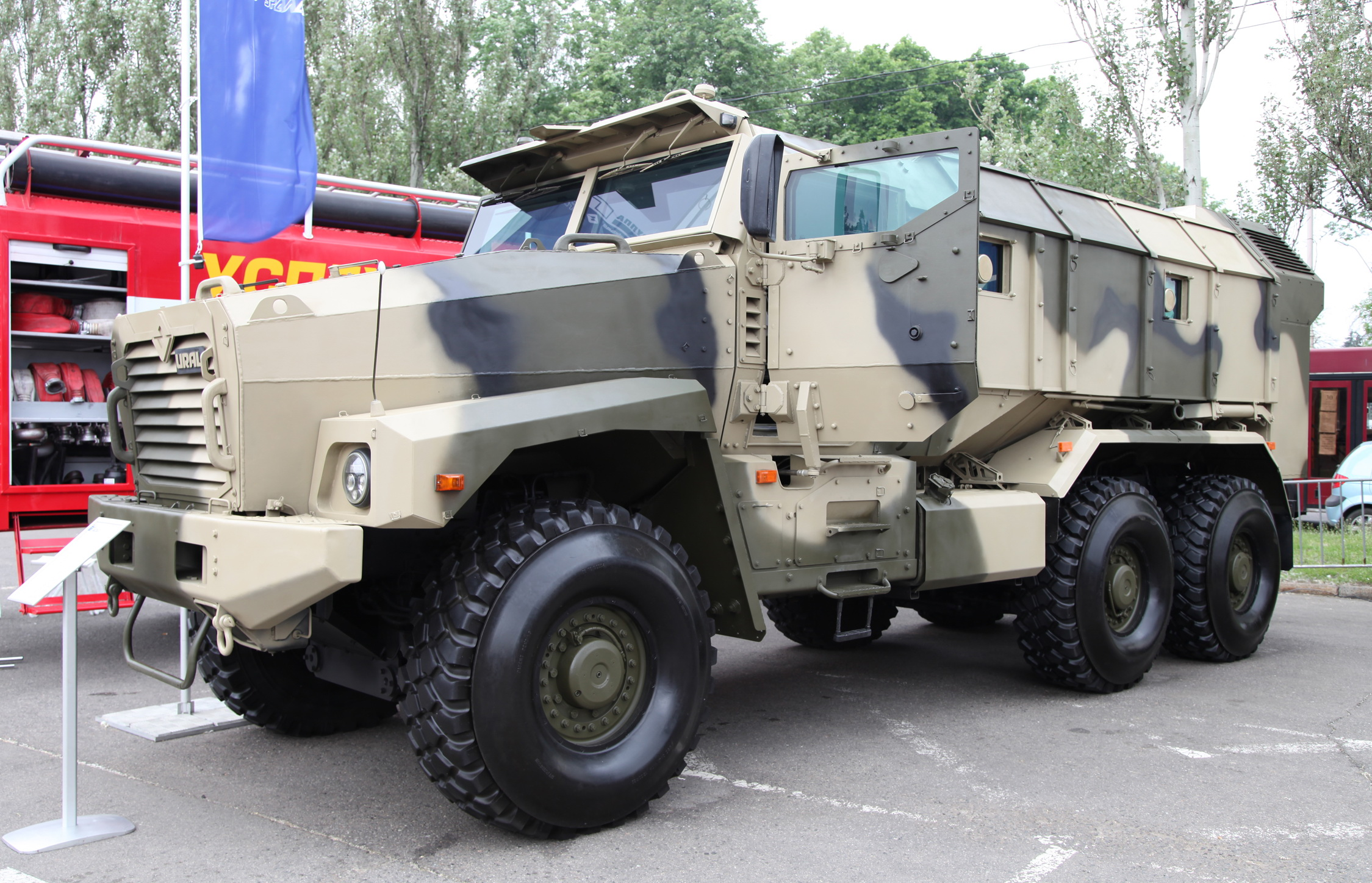
Ural-63099、2012年の展示会。
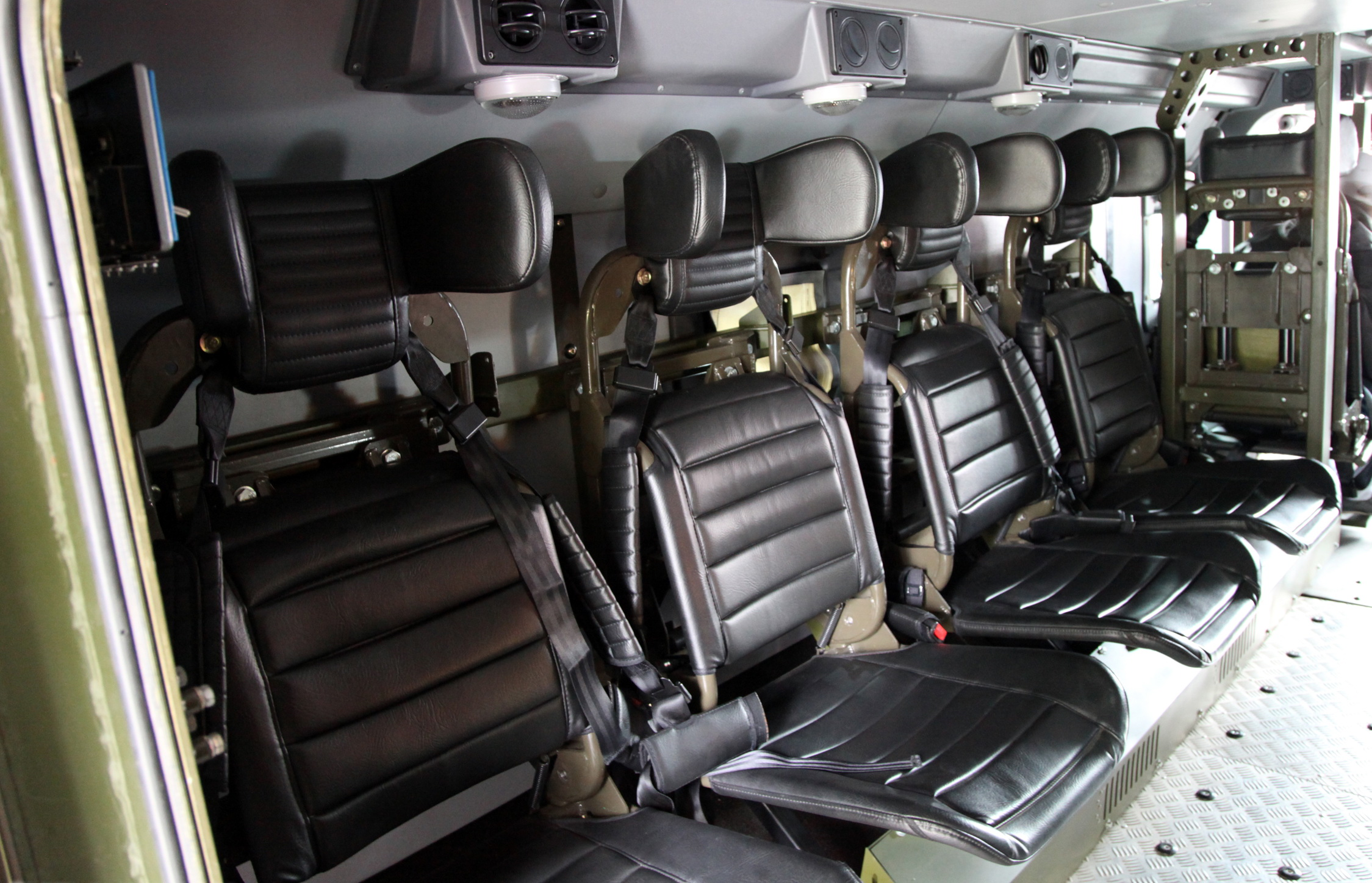
Ural-63099の乗員用座席。
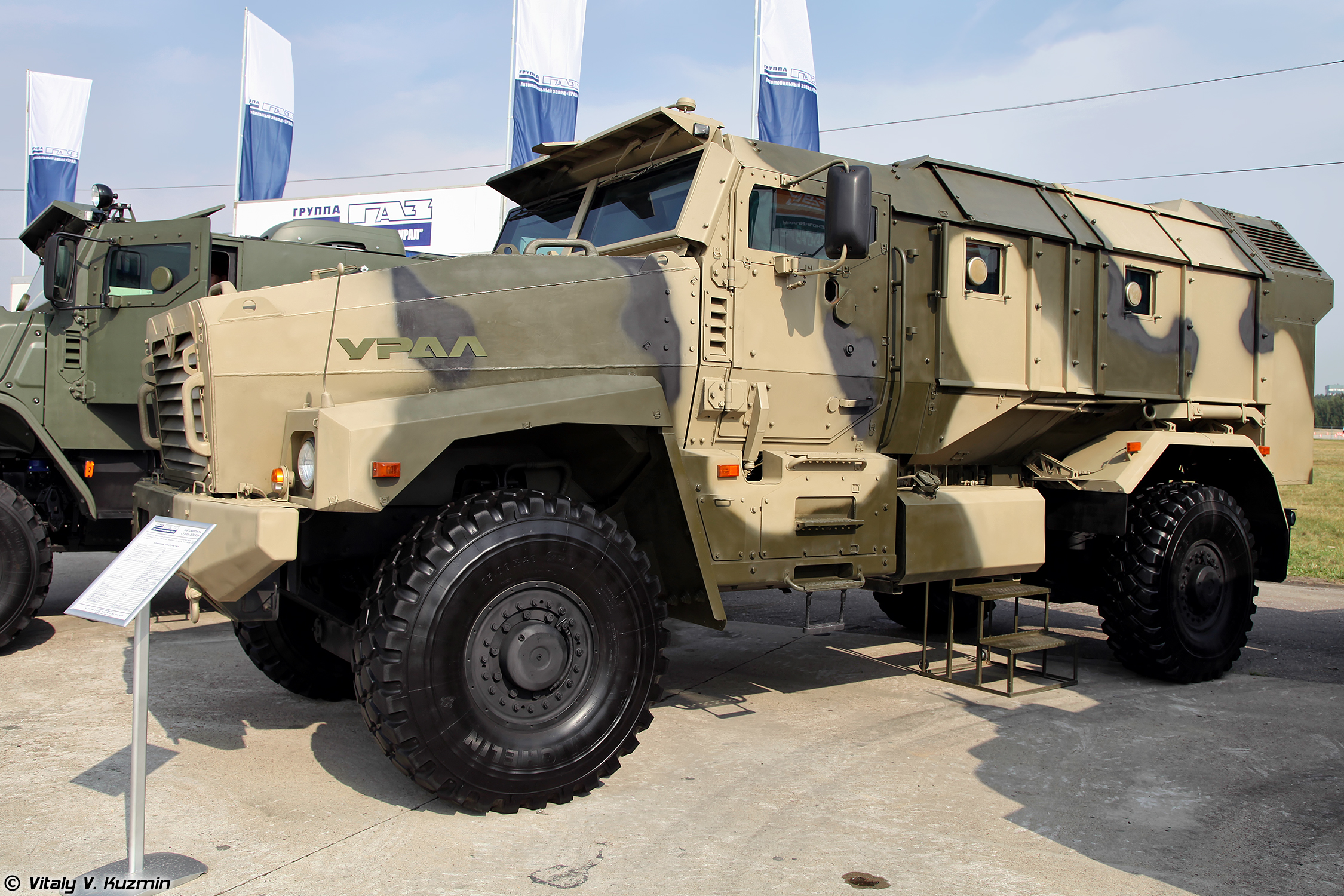
Ural-53099、2014年の展示会。

## 採用国
- ロシア
- トルクメニスタン - 2021年の軍事パレードで初めてKamAZ-63968が確認された[4]。2024年時点で、トルクメニスタン陸軍が複数のタイフーン-Kを保有[5]。
- ウズベキスタン - 2023年時点で、ウズベキスタン陸軍が5両のタイフーン-K 4輪駆動型を保有[6]。